# Hill Climb Racing
Hill Climb Racing je 2D fyziky založená závodní hra od finských vývojářů Fingersoft. Hra byla vydána na Google Play a App Store v roce 2012. Během 1. roku od vydání byla hra stažena více než stomilionkrát. Hry Hill Climb Racing a Hill Climb Racing 2 překonaly 1 miliardu stažení v dubnu 2018.